# Gabriel Batistuta
Gabriel Omar Batistuta (n. 1 februarie 1969, Reconquista, Argentina), poreclit „Batigol” sau El Ángel Gabriel, este un fost fotbalist internațional argentinian. Prolificul atacant argentinian a jucat o mare parte din cariera sa la echipa italiană Fiorentina fiind al optulea marcator din toate timpurile din Serie A cu 184 de goluri în 318 meciuri între 1991 și 2003. La nivel internațional, este cel mai bun marcator din istoria echipei naționale de fotbal a Argentinei cu 56 de goluri în 78 de meciuri, reprezentându-și țara la trei Campionate Mondiale. În 2004, a fost trecut în lista FIFA 100 și în lista „125 Greatest Living Footballers”.

## Goluri internaționale
Notă: Lista nu include meciurile amicale.
| #   | Data              | Stadion                                                   | Oponent          | Scor | Rezultat   | Competiția                                             |
| --- | ----------------- | --------------------------------------------------------- | ---------------- | ---- | ---------- | ------------------------------------------------------ |
| 1.  | 8 iulie 1991      | Estadio Nacional de Chile, Santiago                       | Venezuela        | 3–0  | Victorie   | Copa América 1991                                      |
| 2.  | 8 iulie 1991      | Estadio Nacional de Chile, Santiago                       | Venezuela        | 3–0  | Victorie   | Copa América 1991                                      |
| 3.  | 10 iulie 1991     | Estadio Nacional de Chile, Santiago                       | Chile            | 1–0  | Victorie   | Copa América 1991                                      |
| 4.  | 12 iulie 1991     | Estadio Municipal, Concepción                             | Paraguay         | 4–1  | Victorie   | Copa América 1991                                      |
| 5.  | 17 iulie 1991     | Estadio Nacional de Chile, Santiago                       | Brazilia         | 3–2  | Victorie   | Copa América 1991                                      |
| 6.  | 21 iulie 1991     | Estadio Nacional de Chile, Santiago                       | Columbia         | 2–1  | Victorie   | Copa América 1991                                      |
| 7.  | 16 octombrie 1992 | King Fahd International Stadium, Riyadh                   | Coasta de Fildeș | 4–0  | Victorie   | 1992 King Fahd Cup                                     |
| 8.  | 16 octombrie 1992 | King Fahd International Stadium, Riyadh                   | Coasta de Fildeș | 4–0  | Victorie   | 1992 King Fahd Cup                                     |
| 9.  | 17 iunie 1993     | Estadio George Capwell, Guayaquil                         | Bolivia          | 1–0  | Victorie   | Copa América 1993                                      |
| 10. | 4 iulie 1993      | Estadio Monumental, Guayaquil                             | Mexic            | 2–1  | Victorie   | Copa América 1993                                      |
| 11. | 4 iulie 1993      | Estadio Monumental, Guayaquil                             | Mexic            | 2–1  | Victorie   | Copa América 1993                                      |
| 12. | 1 august 1993     | Estadio Nacional, Lima                                    | Peru             | 1–0  | Victorie   | Calificările pentru Campionatul Mondial de Fotbal 1994 |
| 13. | 22 august 1993    | Estadio Monumental Antonio Vespucio Liberti, Buenos Aires | Peru             | 2–1  | Victorie   | Calificările pentru Campionatul Mondial de Fotbal 1994 |
| 14. | 21 iunie 1994     | Foxboro Stadium, Foxborough                               | Grecia           | 4–0  | Victorie   | Campionatul Mondial de Fotbal 1994                     |
| 15. | 21 iunie 1994     | Foxboro Stadium, Foxborough                               | Grecia           | 4–0  | Victorie   | Campionatul Mondial de Fotbal 1994                     |
| 16. | 21 iunie 1994     | Foxboro Stadium, Foxborough                               | Grecia           | 4–0  | Victorie   | Campionatul Mondial de Fotbal 1994                     |
| 17. | 3 iulie 1994      | Rose Bowl, Pasadena                                       | România          | 2–3  | Înfrângere | Campionatul Mondial de Fotbal 1994                     |
| 18. | 8 ianuarie 1995   | King Fahd International Stadium, Riyadh                   | Japonia          | 5–1  | Victorie   | 1995 King Fahd Cup                                     |
| 19. | 8 ianuarie 1995   | King Fahd International Stadium, Riyadh                   | Japonia          | 5–1  | Victorie   | 1995 King Fahd Cup                                     |
| 20. | 8 iulie 1995      | Estadio Parque Artigas, Paysandú                          | Bolivia          | 2–1  | Victorie   | Copa América 1995                                      |
| 21. | 11 iulie 1995     | Estadio Parque Artigas, Paysandú                          | Chile            | 4–0  | Victorie   | Copa América 1995                                      |
| 22. | 11 iulie 1995     | Estadio Parque Artigas, Paysandú                          | Chile            | 4–0  | Victorie   | Copa América 1995                                      |
| 23. | 17 iulie 1995     | Estadio Atilio Paiva Olivera, Rivera                      | Brazilia         | 2–2  | Remiză     | 1995 Copa América                                      |
| 24. | 24 aprilie 1996   | Estadio Monumental Antonio Vespucio Liberti, Buenos Aires | Bolivia          | 3–1  | Victorie   | Calificările pentru Campionatul Mondial de Fotbal 1998 |
| 25. | 1 septembrie 1996 | Estadio Monumental Antonio Vespucio Liberti, Buenos Aires | Paraguay         | 1–1  | Remiză     | Calificările pentru Campionatul Mondial de Fotbal 1998 |
| 26. | 15 decembrie 1996 | Estadio Monumental Antonio Vespucio Liberti, Buenos Aires | Chile            | 1–1  | Remiză     | Calificările pentru Campionatul Mondial de Fotbal 1998 |
| 27. | 14 iunie 1998     | Stadium Municipal, Toulouse                               | Japonia          | 1–0  | Victorie   | Campionatul Mondial de Fotbal 1998                     |
| 28. | 21 iunie 1998     | Parc de Princes, Paris                                    | Jamaica          | 5–0  | Victorie   | Campionatul Mondial de Fotbal 1998                     |
| 29. | 21 iunie 1998     | Parc de Princes, Paris                                    | Jamaica          | 5–0  | Victorie   | Campionatul Mondial de Fotbal 1998                     |
| 30. | 21 iunie 1998     | Parc de Princes, Paris                                    | Jamaica          | 5–0  | Victorie   | Campionatul Mondial de Fotbal 1998                     |
| 31. | 30 iunie 1998     | Stade Geoffroy-Guichard, Saint-Étienne                    | Anglia           | 2–2  | Remiză     | Campionatul Mondial de Fotbal 1998                     |
| 32. | 29 martie 2000    | Estadio Monumental Antonio Vespucio Liberti, Buenos Aires | Chile            | 4–1  | Victorie   | Calificările pentru Campionatul Mondial de Fotbal 2002 |
| 33. | 29 iunie 2000     | Estadio El Campín, Bogotá                                 | Columbia         | 3–1  | Victorie   | Calificările pentru Campionatul Mondial de Fotbal 2002 |
| 34. | 29 iunie 2000     | Estadio El Campín, Bogotá                                 | Columbia         | 3–1  | Victorie   | Calificările pentru Campionatul Mondial de Fotbal 2002 |
| 35. | 8 octombrie 2000  | Estadio Monumental Antonio Vespucio Liberti, Buenos Aires | Uruguay          | 2–1  | Victorie   | Calificările pentru Campionatul Mondial de Fotbal 2002 |
| 36. | 7 octombrie 2001  | Estadio Defensores del Chaco, Asunción                    | Paraguay         | 2–2  | Remiză     | Calificările pentru Campionatul Mondial de Fotbal 2002 |
| 37. | 2 iunie 2002      | Kashima Soccer Stadium, Ibaraki                           | Nigeria          | 1–0  | Victorie   | Campionatul Mondial de Fotbal 2002                     |

## Statistici carieră

### Club
| Club                 | Sezon                | Campionat | Campionat | Cupă    | Cupă   | Continental | Continental | Total   | Total  |
| Club                 | Sezon                | Meciuri   | Goluri    | Meciuri | Goluri | Meciuri     | Goluri      | Meciuri | Goluri |
| -------------------- | -------------------- | --------- | --------- | ------- | ------ | ----------- | ----------- | ------- | ------ |
| Newell's             | 1988–89              | 24        | 7         | —       | —      | 5           | 3           | 29      | 11     |
| River Plate          | 1989–90              | 21        | 4         | —       | —      | —           | —           | 21      | 4      |
| Boca Juniors         | 1990–91              | 30        | 13        | —       | —      | 10          | 6           | 40      | 19     |
| Fiorentina           | 1991–92              | 27        | 13        | 3       | 1      | —           | —           | 30      | 14     |
| Fiorentina           | 1992–93              | 32        | 16        | 3       | 3      | —           | —           | 35      | 19     |
| Fiorentina           | 1993–94              | 26        | 16        | 4       | 3      | 2           | 2           | 32      | 21     |
| Fiorentina           | 1994–95              | 32        | 26        | 5       | 2      | —           | —           | 37      | 28     |
| Fiorentina           | 1995–96              | 31        | 19        | 8       | 8      | —           | —           | 39      | 27     |
| Fiorentina           | 1996–97              | 32        | 13        | 3       | 2      | 7           | 4           | 42      | 19     |
| Fiorentina           | 1997–98              | 31        | 21        | 5       | 3      | —           | —           | 37      | 24     |
| Fiorentina           | 1998–99              | 28        | 21        | 6       | 4      | 3           | 1           | 37      | 26     |
| Fiorentina           | 1999–00              | 30        | 23        | 3       | 0      | 11          | 6           | 44      | 29     |
| Roma                 | 2000–01              | 28        | 20        | 0       | 0      | 3           | 1           | 31      | 21     |
| Roma                 | 2001–02              | 23        | 6         | 1       | 0      | 8           | 0           | 32      | 6      |
| Roma                 | 2002–03              | 12        | 4         | 2       | 1      | 6           | 1           | 20      | 6      |
| Internazionale       | 2002–03              | 12        | 2         | —       | —      | —           | —           | 12      | 2      |
| Al-Arabi             | 2003–04              | 18        | 25        | 0       | 0      | —           | —           | 18      | 25     |
| Al-Arabi             | 2004–05              | 3         | 0         | 0       | 0      | —           | —           | 3       | 0      |
| Total for Fiorentina | Total for Fiorentina | 269       | 168       | 40      | 26     | 23          | 13          | 332     | 207    |
| Total carieră        | Total carieră        | 440       | 249       | 43      | 27     | 47          | 24          | 516     | 300    |

## Palmares

### Club
River Plate
- Argentine Primera División: 1989–90

Boca Juniors
- Torneo Clausura Argentina: 1991

Fiorentina
- Serie B: 1993–94
- Coppa Italia: 1995–96
- Supercoppa Italiana: 1996

AS Roma
- Serie A: 2000–01
- Supercoppa Italiana: 2001

### Națională
Argentina
- Copa América: 1991, 1993
- Cupa Confederațiilor FIFA: 1992
- Trofeul Artemio Franchi: 1993

### Individual
- Golgheter Copa América: 1991, 1995
- Golgheter la Cupa Confederațiilor FIFA: 1992
- World Cup Bronze Boot: 1994
- Serie A Top Scorer: 1995
- Coppa Italia Top Scorer: 1995–96
- World Cup Silver Boot: 1998
- Argentine Player of the Year: 1998
- Serie A Foreign Footballer of the Year: 1999
- FIFA World Player of the Year: (Bronze Award) 1999
- Qatari League Topscorer: 2004
- Qatari League Golden Boot: 2004
- Fiorentina all-time Top Scorer
- Golgheterul all-time al naționalei Argentinei
- FIFA 100
- Italian Football Hall of Fame: 2013